# 6817 Pest
6817 Pest è un asteroide della fascia principale. Scoperto nel 1982, presenta un'orbita caratterizzata da un semiasse maggiore pari a 2,3084725 UA e da un'eccentricità di 0,0806085, inclinata di 2,38260° rispetto all'eclittica.